# Trolla i Trondheim
Trolla este o localitate din comuna Trondheim, provincia Sør-Trøndelag, Norvegia, cu o suprafață de 0,22 km² și o populație de 521 locuitori (2013).